# Canevino
Canevino är en ort och frazione i kommunen Colli Verdi i provinsen Pavia i regionen Lombardiet i Italien. 
Canevino upphörde som kommun den 1 januari 2019 och bildade med de tidigare kommunerna Ruino och Valverde den nya kommunen Colli Verdi. Den tidigare kommunen hade 104 invånare (2018).